# Fuoco incrociato
Pour plus de détails, voir Fiche technique et Distribution.
Fuoco incrociato (Litt. Feu croisé) est un film d'action et de guerre italien sorti en 1988, réalisé par Alfonso Brescia.

## Synopsis
William Corbett et son ami David sont enlevés par un groupe de rebelles alors qu'ils sont dans une république dictatoriale d'Amérique du Sud. Peu à peu, ils sympathisent avec la cause de leurs ravisseurs : ceux-ci luttent contre un trafiquant de drogue et marchand d'esclaves qui s'est bâti un petit empire en pleine jungle.

## Fiche technique
- Titre : Fuoco incrociato
- Réalisation : Alfonso Brescia
- Scénario : Donald Russo
- Genres : film d'action, film de guerre
- Musique : Stelvio Cipriani, Carlo Maria Cordio
- Production : Ettore Spagnuolo pour A.M. Trading International S.r.l.
- Photographie : Giancarlo Ferrando, Felix D. Maras
- Montage : George Morley
- Durée : 92 min
- Effets spéciaux : Paolo Ricci
- Décors : John Escort
- Costumes : Flora Maria Castillo
- Maquillage : Alfonso Cioffi
- Pays de production :  Italie
- Langue originale : italien
- Année de sortie : 1988

## Distribution
- Riccardo Acerbi (sous le pseudo de Richard Randall) : William Corbett
- Brigitte Porsche : Helen
- Peter Hintz : David
- Maurice Poli : Général Romero
- Anna Silvia Grullon : Mira
- Nelson de la Rosa : Astaroth
- Riccardo Petrazzi (it) : Ramirez